# Simão dos Anjos de Gouveia
Simão dos Anjos de Gouveia (fl. 1600/1622) foi um compositor português do Renascimento.

## Biografia
Simão dos Anjos de Gouveia foi discípulo do grande mestre da escola de Évora Manuel Mendes. Sabe-se que se tornou membro da Congregação dos Cónegos Seculares de São João Evangelista (vulgo "Frades Loios"). Por volta de 1600 sucedeu a Pedro Talésio como mestre da Capela do Hospital Real de Todos os Santos em Lisboa. Em 1622 é dado como mestre na Igreja de São João Batista em Tomar. Entre estes dois importantes cargos terá também trabalhado na cidade de Coimbra.

## Obras
- "Alelluia" a 4vv[3]
- "Nunc sancte" a 4vv[3]
- "Pueri hebreorum" a 4vv[1]